# Iulian Pîtea
Iulian Pîtea (n. 9 iulie 1997, Brașov, România) este un săritor cu schiurile din România care a participat la Cupa Mondială de Sărituri cu schiurile și a concurat pentru România la Jocurile Olimpice de iarnă din 2014 intitulat primul sportiv care a reprezentat România la Sărituri cu schiurile .
În anul 2016, Iulian Pîtea a participat la reality show-ul Supraviețuitorul: Filipine, unde a ieșit pe locul 2. și la Exatlon România Sezonul 2 unde a ocupat poziția 3.
Din 2019 Iulian Pîtea s-a axat pe dezvoltarea de tehnologii WEB și aplicații Mobile personalizate ducând și acest domeniu la nivel de performanță lucrând cu companii internaționale .
Tot din 2019, a intrat în industria WEB3 tot cu rolul de dezvoltator și advisor totodată și influencer în direcția Blockchain

## Cariera
Pîtea și-a început cariera la vârsta de 10 ani la CSS Dinamo Râșnov. Acesta și-a făcut debutul pe 2 octombrie 2010 în cadrul concursului Alpen Cup care a avut loc în comuna Oberstdorf, Germania. Acesta a sărit 86,5 m și 80,5 m pe trambulina normală, clasându-se pe locul 63, învingând 10 participanți. Câteva zile mai târziu, Pîtea a intrat în competiția Cupei FIS din Einsiedeln, Elveția, ocupând locul 50 din 54, nereușind să se califice în a doua rundă. 
În octombrie 2011, Pîtea a participat la campionatul de vară al României desfășurat la trambulina de la Râșnov, pe Râul Valea Cărbunarilor. În prima zi a concursului (29 octombrie) a câștigat medalia de argint într-o competiție individuală. O zi mai târziu, împreună cu jucătorii echipei CSS Brașovia a câștigat medalia de bronz la competiția de echipă, iar pe 18 decembrie 2011 a debutat în Cupa Continentală ocupând locul 52 în Erzurum, Turcia.
Tot în 2011, Pîtea  a câștigat concursul de sărituri cu schiurile de la Hinterzarten, Germania, prima etapa a Cupei FIS pentru juniori. Acesta a obținut un total de 243,6 puncte, cu sărituri de 73,5m, respectiv de 74,5 m.
În sezonul 2012/2013, Pîtea a concurat atât la Cupa Continentală, cât și la Cupa FIS. În Cupa Continentală, acesta a ratat a doua rundă la fiecare salt, dar la Cupa FIS de la Râșnov, Pîtea a ieșit pe locul al doilea în primul traseu și pe primul loc în cel de-al doilea traseu. Pîtea este primul și singurul român care a câștigat Cupa FIS. Pe 28 decembrie 2013, el a reușit să se claseze pe locul 22 în cel de-al doilea tur desfășurat la Engelberg, câștigând astfel și primele puncte în Cupa Continentală.
Pe 19 ianuarie 2014, acesta s-a clasat pe locul 12 la Cupa Continentală de la Sapporo, Japonia, fiind cel mai bun scor obținut de un român în Cupa Continentală. La debutul său la Cupa Mondială, desfășurată pe 25 ianuarie 2014, Pîtea a avut o săritură de doar 98,5 m clasându-se pe locul 47. Tot în 2014, Pîtea a concurat pentru România la Jocurile Olimpice de iarnă din 2014 la categoria sărituri cu schiurile, fiind singurul român calificat după o pauză de 22 de ani.
În februarie 2016, Pîtea s-a clasat pe locul 22 în concursul de sărituri cu schiurile din Cupa Continentală de la Zakopane, Polonia, unde acesta a reușit sărituri de 114.5 și 119 m pe trambulina K120, câștigând primele sale puncte în competiție. Tot în sezonul 2015/2016, acesta s-a clasat pentru a doua oară la Cupa Mondială, dar fără reușită. În octombrie 2017, Pîtea a participat la calificările pentru concursul LGP din Klingenthal, dar nici aici nu a avut succes. 
În ianuarie 2018, Pîtea a dezvăluit că în urmă cu doi ani fost supus unor violențe fizice de către antrenorul Florin Spulber.

## Statistici

### Campionatul Mondial
Individual
| An   | Locație | Rezultat                |
| ---- | ------- | ----------------------- |
| 2017 | Lahti   | nu s-a calificat (K-90) |

Echipă
| An   | Locație | Rezultat                     |
| ---- | ------- | ---------------------------- |
| 2017 | Lahti   | Locul 13 (echipă mixtă/K-90) |

### Cupa Mondială
| Sezon     | Loc          |
| --------- | ------------ |
| 2013/2014 | neclasificat |
| 2015/2016 | neclasificat |

### Jocurile Olimpice de iarnă din 2014
| Probă           | Calificări | Calificări | Calificări | Prima rundă  | Prima rundă  | Prima rundă  | Finala       | Finala       | Finala       |
| Probă           | Distanță   | Puncte     | Loc        | Distanță     | Puncte       | Loc          | Distanță     | Puncte       | Loc          |
| --------------- | ---------- | ---------- | ---------- | ------------ | ------------ | ------------ | ------------ | ------------ | ------------ |
| Trambulina mică | 86.0       | 42.0       | 45         | Nu a avansat | Nu a avansat | Nu a avansat | Nu a avansat | Nu a avansat | Nu a avansat |
| Trambulina mare | 101.5      | 59.6       | 51         | Nu a avansat | Nu a avansat | Nu a avansat | Nu a avansat | Nu a avansat | Nu a avansat |